# Ендокарп
Ендокарп (гр. „унутра“ + „плод“) је ботанички појам за унутрашњи омотач перикарпа код коштуница (односно плода), који директно окружује семе. Дебљина и чврстина варирају од плода до плода; може бити као код лимуна мембранозан или веома чврст као што је случај са трешњом (коштица). 